# بیمه بانکوک
بیمه بانکوک (انگلیسی: Bangkok Insurance) شرکت خدمات مالی و بیمه تایلندی است، که در سال ۱۹۴۷ توسط شین سوفونپانیچ تأسیس شد.